# Umrana Janoobi
Umrana Janoobi es un pueblo situado a orillas del río Jhelum, en Punyab, Pakistán.
- Datos: Q7881796